# Stazione di Dos Hermanas
La stazione di Dos Hermanas (in spagnolo Estación de Dos Hermanas) è la principale stazione ferroviaria di Dos Hermanas, Spagna. Viene servita dalle Cercanías di Siviglia, linea C1.